# Супівська сільська рада
Су́півська сільська́ ра́да — адміністративно-територіальна одиниця та орган місцевого самоврядування в Барському районі Вінницької області. Адміністративний центр — село Супівка.

## Загальні відомості
- Територія ради: 38,95 км²
- Населення ради: 574 особи (станом на 2001 рік)

## Населені пункти
Сільській раді підпорядковані населені пункти:
- с. Супівка
- с. Барок
- с. Губачівка

## Склад ради
Рада складається з 12 депутатів та голови.
- Голова ради: Сікержинська Галина Миколаївна
- Секретар ради: Вовк Олена Іванівна

### Керівний склад попередніх скликань
| Прізвище, ім'я, по батькові    | Основні відомості                                                         | Дата обрання | Дата звільнення |
| ------------------------------ | ------------------------------------------------------------------------- | ------------ | --------------- |
| Криштоф Вілін Михайлович       | Сільський голова, 1961 року народження, безпартійний                      | 26.03.2006   | 17.04.2009      |
| Сікержинська Галина Миколаївна | Сільський голова, 1964 року народження, освіта вища, член Партії регіонів | 31.10.2010   |                 |

Примітка: таблиця складена за даними сайту Верховної Ради України

### Депутати
За результатами місцевих виборів 2010 року депутатами ради стали:

#### За суб'єктами висування
| Суб'єкт висування                 | Кількість обраних депутатів | %    |
| --------------------------------- | --------------------------- | ---- |
| Партія регіонів                   | 9                           | 75   |
| Політична партія «Сильна Україна» | 2                           | 16,7 |
| Самовисування                     | 1                           | 8,3  |

#### За округами
| № округу                          | Прізвище, ім'я, по батькові      | Дата визнання обраним | Освіта             | Партійна приналежність                        | Відомості про обраного депутата    |
| --------------------------------- | -------------------------------- | --------------------- | ------------------ | --------------------------------------------- | ---------------------------------- |
| Партія регіонів                   |                                  |                       |                    |                                               |                                    |
| 2                                 | Диченко Олена Василівна          | 03.11.2010            | середня спеціальна | позапартійна                                  | сільська рада, бухгалтер           |
| 4                                 | Довідний Володимир Олександрович | 03.11.2010            | середня спеціальна | позапартійний                                 | тимчасово не працює                |
| 5                                 | Тесля Тетяна Григорівна          | 03.11.2010            | середня спеціальна | позапартійна                                  | тимчасово не працює                |
| 6                                 | Палько Ірина Олексіївна          | 03.11.2010            | вища               | член Партії регіонів                          | бібліотека с. Супівка, бібліотекар |
| 7                                 | Криштоф Вілін Михайлович         | 03.11.2010            | середня спеціальна | позапартійний                                 | пенсіонер                          |
| 9                                 | Вовк Олена Іванівна              | 03.11.2010            | вища               | позапартійна                                  | сільська рада с. Супівка, секретар |
| 10                                | Воронецький Федір Павлович       | 03.11.2010            | середня спеціальна | позапартійний                                 | пенсіонер                          |
| 11                                | Дяковська Лідія Володимирівна    | 03.11.2010            | середня спеціальна | позапартійна                                  | тимчасово не працює                |
| 12                                | Ковалишена Тамара Платонівна     | 03.11.2010            | середня спеціальна | позапартійна                                  | сільська рада с. Супівка, касир    |
| Політична партія «Сильна Україна» |                                  |                       |                    |                                               |                                    |
| 1                                 | Фуцур Марія Миколаївна           | 03.11.2010            | середня спеціальна | позапартійна                                  | тимчасово не працює                |
| 3                                 | Ніходовський Олег Володимирович  | 03.11.2010            | вища               | позапартійний                                 | клуб с. Супівка, завідувач         |
| Самовисування                     |                                  |                       |                    |                                               |                                    |
| 8                                 | Толстий Михайло Іванович         | 03.11.2010            | середня спеціальна | член Всеукраїнського об'єднання «Батьківщина» | тимчасово не працює                |